# Antonín Gribovský
Antonín Gribovský (29. června 1933 Brno – 31. května 1989 Olomouc) byl český výtvarník a fotograf, zakládající člen skupiny DOFO.

## Život
Antonín Gribovský fotografoval od svých 14 let. Vyučil se jako strojní zámečník a byl do roku 1960 zaměstnán ve Zbrojovce v Brně. Krátce se učil sochařem a řezbářem u Jaroslava Vaňka v Brně. Jako člen brněnského fotoklubu spolu se Slavojem Kovaříkem inicioval založení olomoucké skupiny DOFO (1958). Roku 1959 obdržel Fraprieho medaili v Bostonu (USA) za dílo Omne ex ovo.
V letech 1961–1963 byl závodním fotografem Přerovských strojíren. Jako průmyslový výtvarník už nesměl vystavovat s amatérskou skupinou a DOFO opustil. Od roku 1963 byl ve svobodném povolání jako profesionální fotograf.
Roku 1965 zakoupil nefunkční dřevěný větrný mlýn v obci Hačky a zrekonstruoval ho na obytný dům. Zemřel v průběhu přípravy své autorské výstavy, která se už neuskutečnila.

### Ocenění
- 1960 Zlatá medaile, Frank Frappie Memorial, Boston, USA
- 1961 Medaile El Gaucho, Rosario, Argentina
- 1964 Čestné uznání UNESCO, Paříž
- 1965 Čestné uznání, výstava SČSVU
- 1966 Stříbrná medaile, Severomoravský kraj ve fotografii
- 1975 Čestné uznání za spoluautorství knihy 30 jar svobody

## Dílo
Koncem padesátých let tvořil fotografické cykly "optických básní", ovlivněné poetickým viděním světa, které do českého umění vnesli avantgardní fotografové a umělci ve 20. a 30. letech 20. století a počátkem 60. let experimentoval s technikou solarizace. Jako profesionální fotograf se věnoval fotografii průmyslových výrobků a fotografiím měst.
Jeho tvorbu z konce 50. let 20. století ovlivnilo poetické vidění světa meziválečné avantgardy Jindřicha Štyrského, Toyen nebo Josefa Šímy. Později, na začátku 60. let, začal vytvářet fotografie se silným existenciálním podtextem. Snímky jsou plné úzkosti a pocitu nesmyslnosti existence v nesvobodné totalitní společnosti. Zpracovával témata jako smrt, odcizení a osamělost a jeho tvorba ve skupině DOFO patří k nejradikálnějším. V tomto směru Gribovského ovlivnil jeden z teoretiků skupiny DOFO Václav Zykmund, který tíhl k francouzskému modernímu umění a filozofii, především surrealismu, ale i k existencialismu J. P. Sartra. Depresivní ráz těchto snímků podtrhoval Gribovský zvýšeným kontrastem černé a bílé. Grafických efektů dosahoval také použitím speciálních fotografických technik jako je Sabatierův efekt či pseudoreliéf.
Gribovského fotografie byly zveřejněny v publikacích Fotorok 1959, Mostra internazionale d´arte fotografica, Ancona 1959, New Photograms (Omne ex ovo), London, 1961, Graphis Annual, 1970, a v časopisech Čs fotografie, Revue fotografie, Svět v obrazech, Czechoslovak industry, Sigma revue.

### Fotografické publikace
- Antonín Gribovský, Jan Skácel: Olomouc, Profil, Ostrava 1968
- Antonín Gribovský, Ostravsko ve fotografii, Profil, Ostrava 1971, Osveta, Martin 1972
- Antonín Gribovský, Haná ve fotografii, Orbis, Praha 1972
- Antonín Gribovský, Krajinou Hané, Orbis, Praha 1976
- Antonín Gribovský, Olomoucko, Osveta, Martin, Profil, Ostrava 1977
- Antonín Gribovský, Olomouc, Osveta Martin 1981 (2. vydání 1982)

### Zastoupení ve sbírkách
- Moravská galerie v Brně
- Muzeum umění Olomouc

### Výstavy

#### Autorské
- 1960 Antonín Gribovský: Fotografie, Závodní klub ČKD, Praha
- 1960 Antonín Gribovský: Fotografie, Dům umění, Olomouc
- 1961 Antonín Gribovský: Fotografie z let 1959-1961, Oblastní galerie výtvarného umění Olomouc
- 1962 Antonín Gribovský: Fotografie, Dům pánů z Kunštátu, Brno
- 1962/1963 Antonín Gribovský: Fotografie, Výstavní síň Fotochema, Praha
- 1964 Antonín Gribovský: Fotografie, Kabinet fotografie Jaromíra Funka, Brno
- 1964 Antonín Gribovský: Fotografie, výstavní síň kina Pardubice
- 1978 Antonín Gribovský: Fotografie, výstavní síň Ostrava-Hrabůvka

#### Společné (výběr)
- 1995 Výstava fotografií skupiny DOFO, Uměleckoprůmyslové muzeum, Brno
- 1995 Výstava fotografií skupiny DOFO, Muzeum umění Olomouc - Muzeum moderního umění, Olomouc
- 2003 JÓFOTÓ - DOFO kialitása, Magyar Fotográfiai Múzeum / Hungarian Museum of Photography, Kecskemét